# Orensberg
Der Orensberg, nach den markanten Felsformationen auf seinem Gipfelplateau auch Orensfels(en) genannt, ist ein 581,2 m ü. NHN hoher Berg im Pfälzerwald. Er liegt bei Frankweiler im rheinland-pfälzischen Landkreis Südliche Weinstraße und gehört naturräumlich zum Dahn-Annweiler-Felsenland.
Um die Höhenkuppe des Berges zieht sich ein als Kulturdenkmal eingestufter Ringwall. Auf dem höchsten Bereich des Südsporns (564,5 m) steht der als Naturdenkmal ausgewiesene Orensfelsen.

## Geographie

### Lage
Der Orensberg erhebt sich im Naturpark Pfälzerwald und im Biosphärenreservat Pfälzerwald-Vosges du Nord. Sein Gipfel liegt auf der Waldgemarkung von Frankweiler, das 2,8 km südöstlich liegt; der Nordteil des Berges vom Gipfel an gehört zur Waldgemarkung von Böchingen, das sich 4,7 km ostsüdöstlich befindet. Höhere Berge der nahen Umgebung sind der Roßberg (637 m) 2 km im Norden und der Teufelsberg (597,6 m) 2,1 km im Nordosten (jeweils Luftlinie).
Den Westfuß des Orensbergs entlang fließt der Dernbach nach Süden, dessen Wasser durch den Eisbach die Queich erreicht, die dann südlich des Berges auf Ostlauf den Pfälzerwald verlässt und später in den Rhein mündet. Im Osten läuft der Hainbach noch im Pfälzerwald südöstlich, ehe er aus diesem in derselben Richtung wie die Queich fließt. Sein Wasser erreicht über den Woogbach den Rhein-Nebenfluss Speyerbach.

### Naturräumliche Zuordnung
Der Orensberg gehört in der naturräumlichen Haupteinheitengruppe Haardtgebirge (Nr. 17) und in der Haupteinheit Dahn-Annweiler Felsenland (171) zur Untereinheit Annweiler-Albersweiler-Ausraum (171.0). Nach Osten leitet die Landschaft in die zur Haupteinheit Pfälzer Wald (170) gehörende Untereinheit Haardt (170.1) über.

## Geschichte

### Name
Der Orensberg hieß früher Urlesberg. Dieser Name leitet sich von dem althochdeutschen Wort Urlaß ab, das Weideberg bedeutet.

### Ausgrabungen
Auf dem Orensberg wurden Siedlungsreste aus dem frühen Mittelalter gefunden, weshalb dort seit Jahren archäologische Forschungen unter der Leitung von Jochen Braselmann stattfinden. Probegrabungen legten mehrere Arbeitsgruben frei, sogenannte Mardellen. Gefunden wurden auch jungsteinzeitliche Pfeilspitzen aus Feuerstein sowie Keramik aus dem Frühmittelalter. Zudem wurde der ehemalige Eingang ins Innere des Ringwalls entdeckt.

### Ringwall
Von der verstürzten Mauer-Wall-Konstruktion, die einst den Ringwall bildete, ist heute nur noch wenig zu sehen. Der Wall ist rund zweieinhalb Kilometer lang, in Nord-Süd-Richtung gestreckt und umfasst etwa 15 Hektar Fläche. Nach älterer wissenschaftlicher Meinung war er keltischen Ursprungs und wurde auf die Zeit um 500 v. Chr. datiert. Mittlerweile ist jedoch erwiesen, dass das Bauwerk eine karolingische Fliehburg war, die im 8. Jahrhundert n. Chr. errichtet wurde. Der Nachweis gelang durch die dendrochronologische Untersuchung eines ausgegrabenen Balkenstücks.

### Opferschale
Die sogenannte Opferschale auf einem der Felsen ist eine Einriefung im Buntsandstein, die durch Erosion unterschiedlich harter Gesteinsschichten (Karlstalschichten, obere Felszone mit Kugelfelshorizont) entstanden ist. Derartige Felsbildungen kommen im Pfälzerwald oft vor, sie werden im Volksmund als Wasserstein oder Suppenschüssel bezeichnet. Das Gebilde auf dem Orensberg weist Bearbeitungsspuren auf, eine sogenannte Blutrinne; lediglich diese stammt den jüngeren Untersuchungen nach von Menschenhand. Eine exakte Datierung der Bearbeitung ist nicht möglich, sie wird aber in die keltische Zeit eingeordnet.

## Sehenswürdigkeiten
Das Gipfelplateau, dessen höchster Punkt durch Geländer gesichert ist, bietet im Bogen von Süden bis Norden eine gute Rundumsicht über den Pfälzerwald und im Osten über die südliche Rheinebene. Die Umgebung ist reich an Burgen und Burgruinen. Wenig nördlich des Orensbergs liegt die Burg Neuscharfeneck auf einem Westsporn des Bergrückens, aus dem auch der Roßberg aufsteigt, hinter diesem im Norden die Burg Meistersel. Im Südwesten sind jenseits des Queichtals deren beiden Schwesterburgen Anebos und Scharfenberg und die Reichsburg Trifels zu sehen. Im Nordwesten liegt die Ruine der Ramburg jenseits des Dernbachtaleinschnitts.

## Tourismus und Sport
Wegen seiner guten Aussicht ist der Orensberg bei Wanderern ein beliebtes Ausflugsziel. Er ist über ein dichtes Waldwegnetz erreichbar; der Weg zum Gipfel ist gekennzeichnet. Darüber hinaus ist der Berg Startpunkt für Gleitschirmflieger und ein Ziel für Mountainbiker.